# فين جونز
فين جونز (بالإنجليزية: Finn Jones)‏ هو ممثل بريطاني، ولد في 24 مارس 1988 بلندن في المملكة المتحدة. بدأ مشواره المهني سنة 2009.

## أعمال

### أفلام
- (2012)  سلالات
- (2016) وجه الجلد

### مسلسلات
- القبضة الحديدية
- المدافعون
- صراع العروش

## وصلات خارجية
- فين جونز على موقع IMDb (الإنجليزية)
- فين جونز على موقع روتن توميتوز (الإنجليزية)
- فين جونز على موقع أول موفي (الإنجليزية)
- فين جونز على موقع قاعدة بيانات الفيلم (الإنجليزية)
- فين جونز على موقع كينوبويسك (الروسية)